# Palatul postelnicului Constantin Cantacuzino
Palatul postelnicului Constantin Cantacuzino este un monument istoric aflat pe teritoriul satului Filipeștii de Târg, comuna Filipeștii de Târg. În Repertoriul Arheologic Național, monumentul apare cu codul 133223.01.

## Galerie

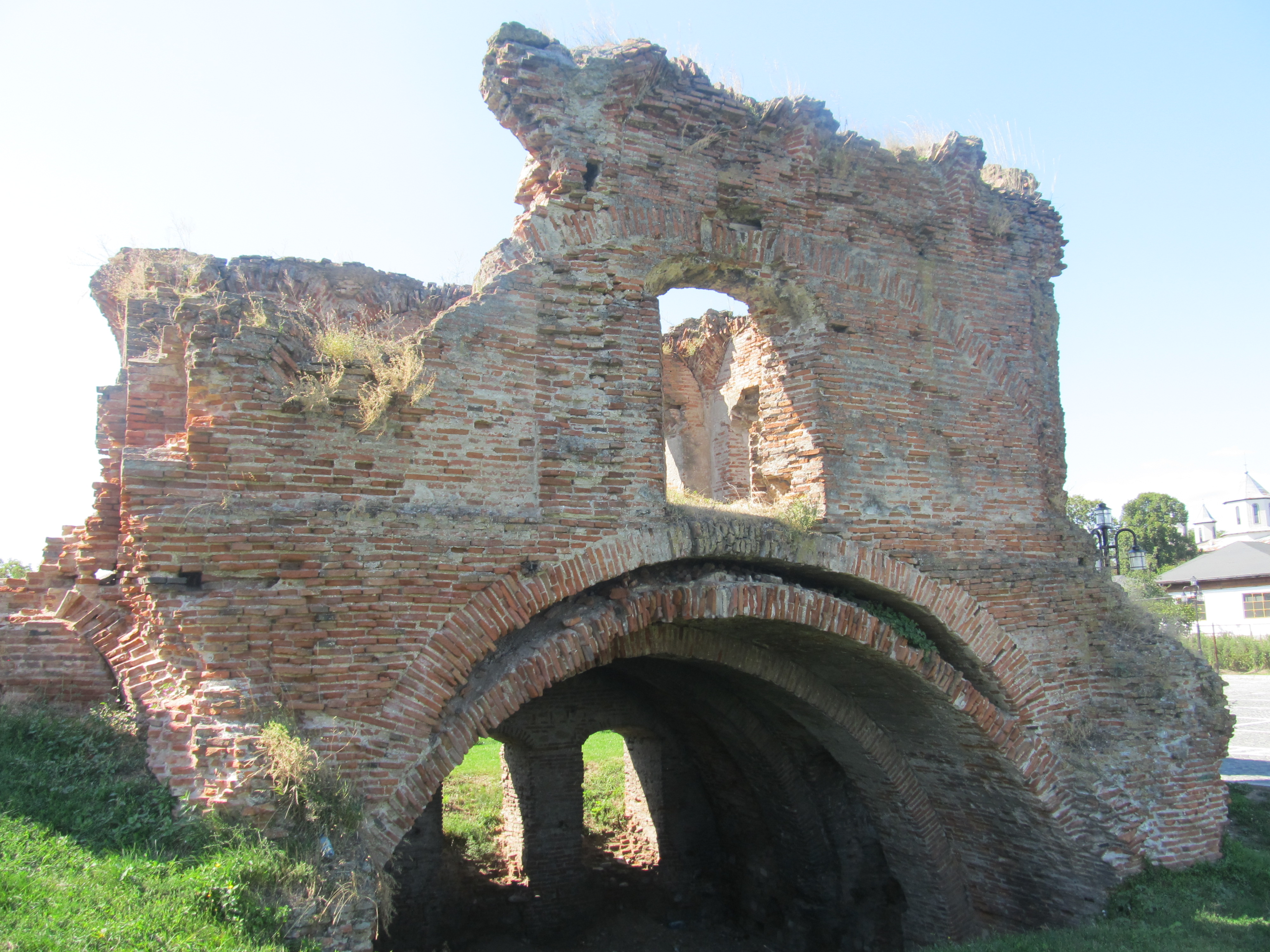
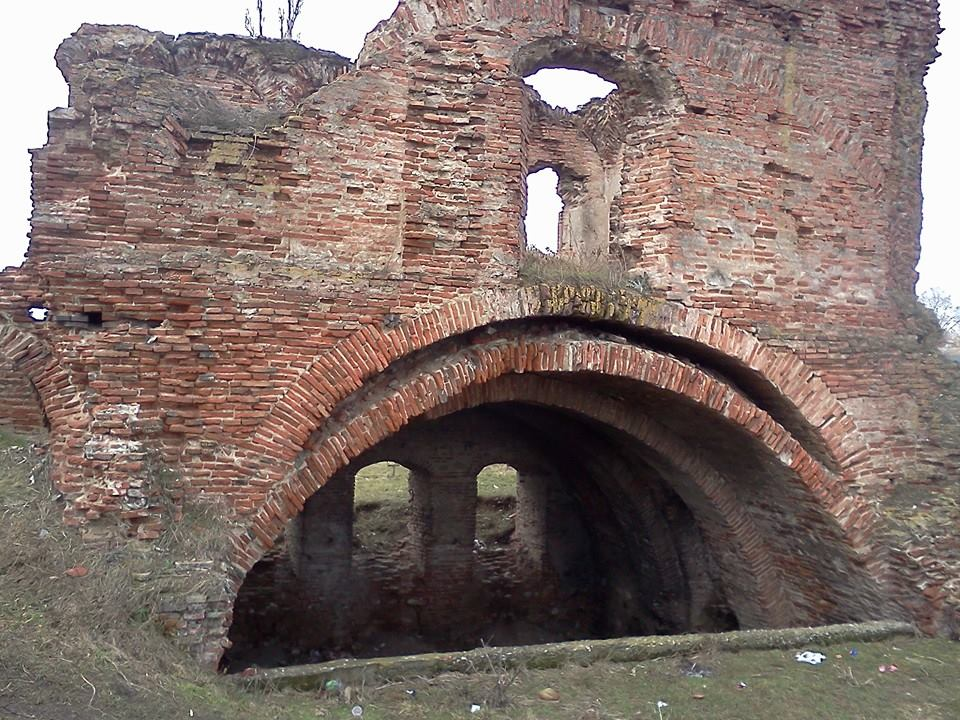
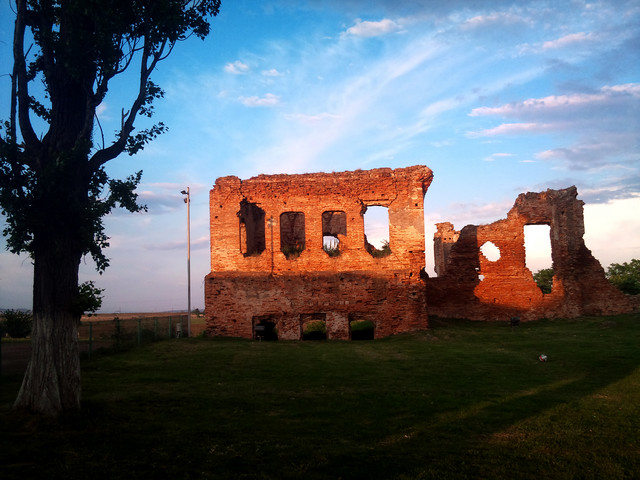
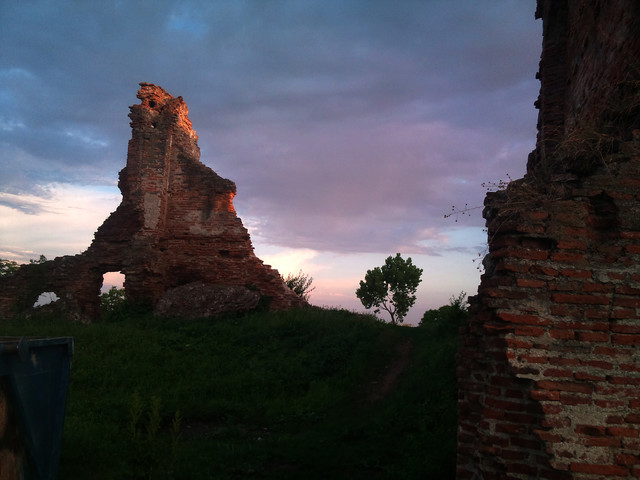
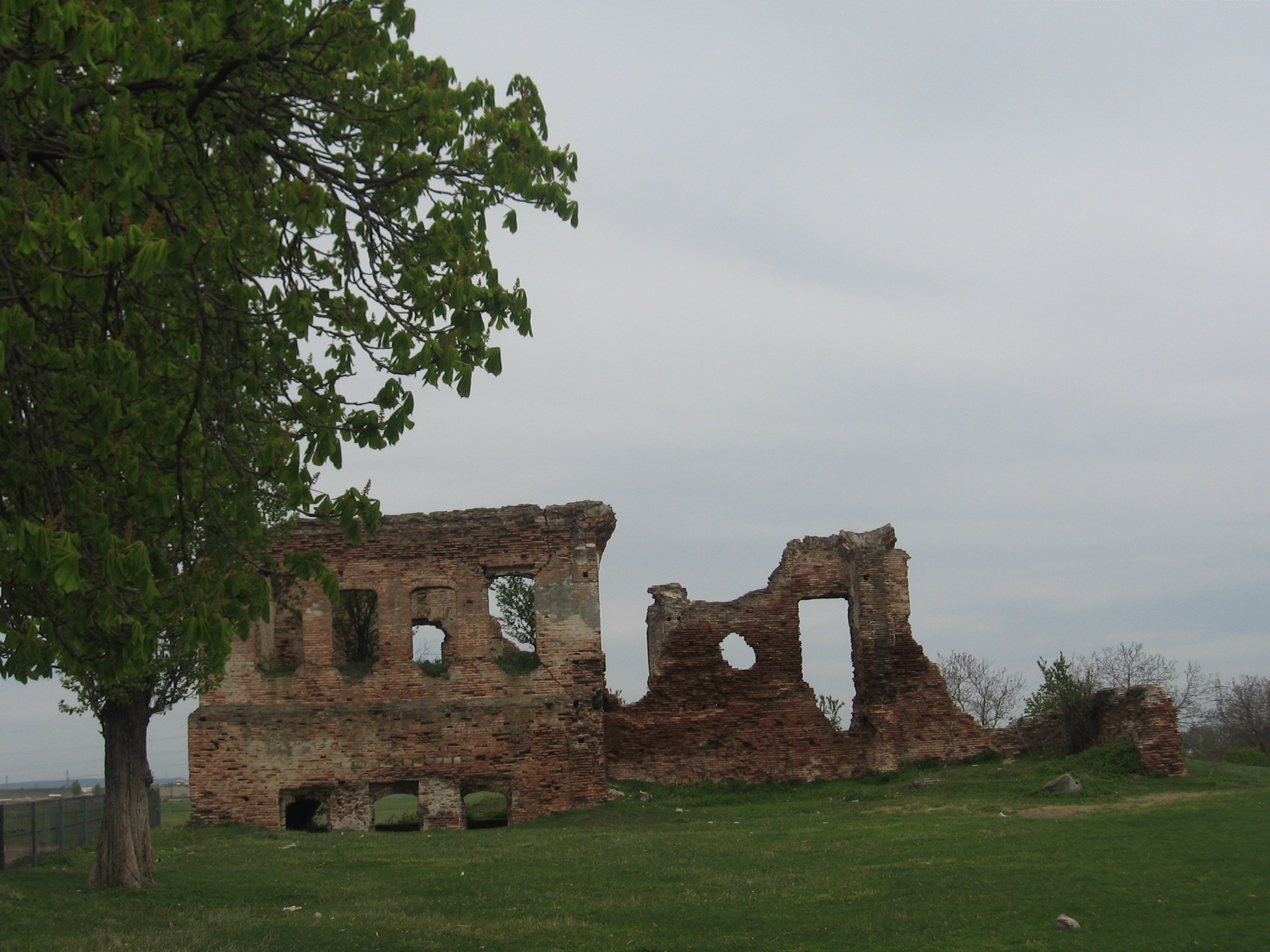
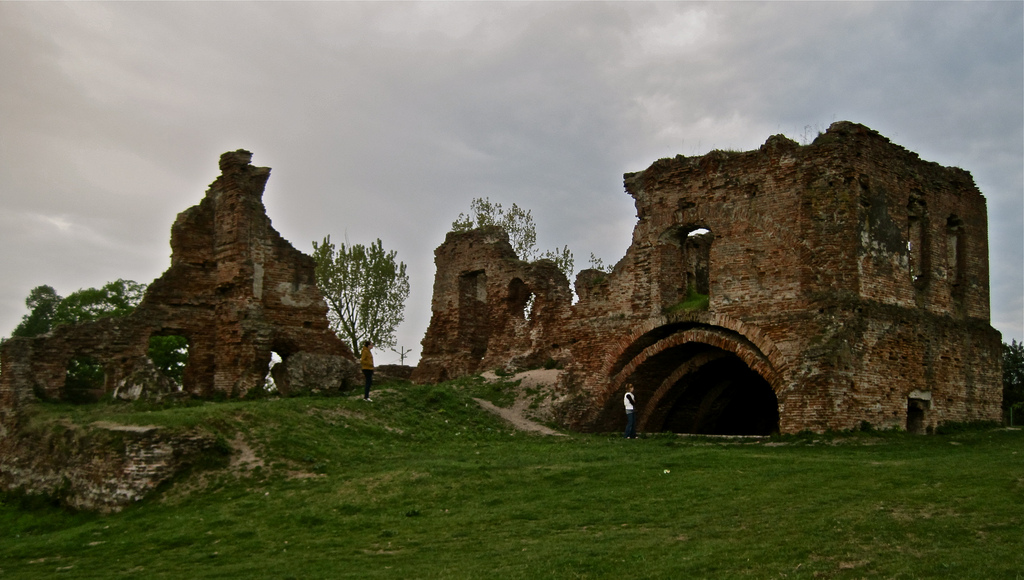
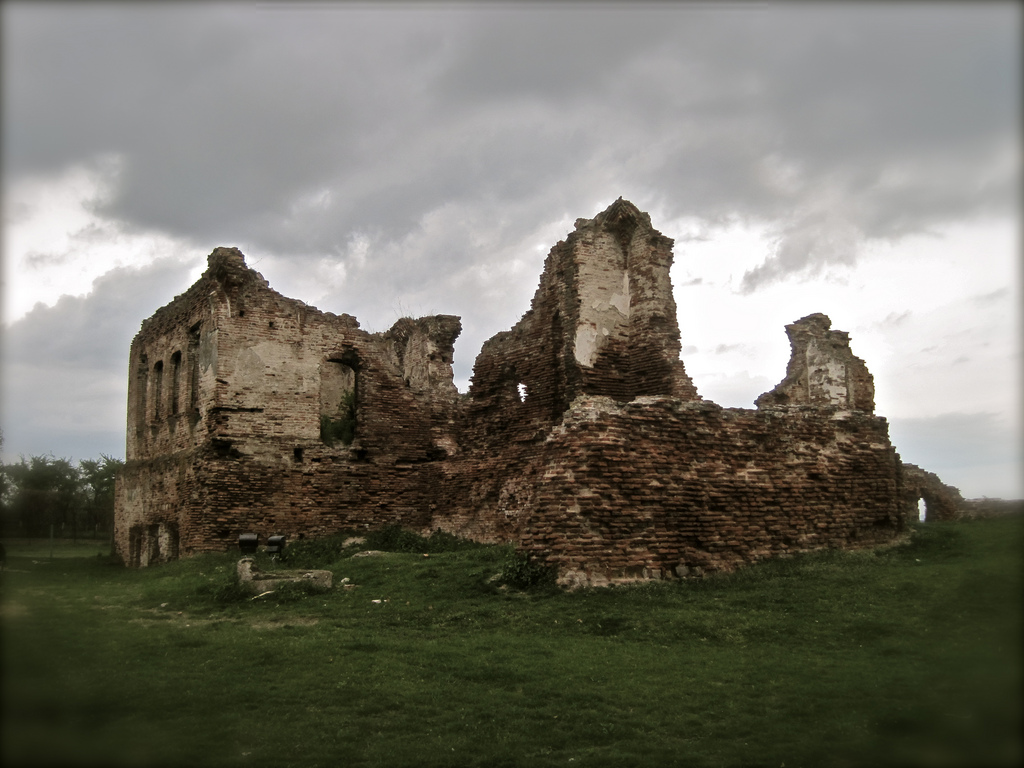
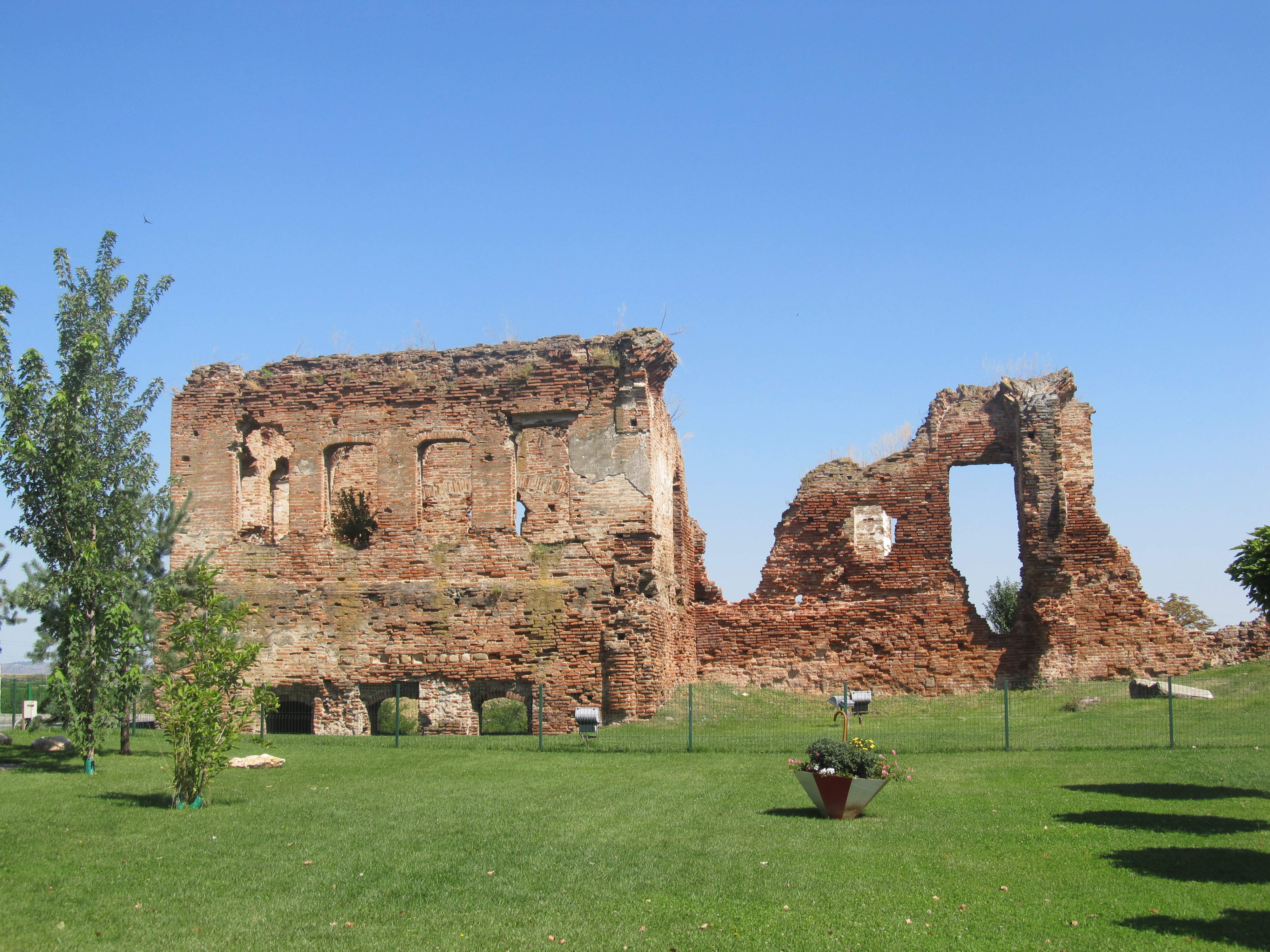